# 디스트로이 리빌드 언틸 갓 쇼스
디스트로이 리빌드 언틸 갓 쇼스(Destroy Rebuild Until God Shows)은 미국의 포스트 하드코어 밴드이다.